# فرگی (خواننده)
استیسی ان «فرگی» فرگوسن (انگلیسی: Stacy Ann Ferguson؛ زادهٔ ۲۷ مارس ۱۹۷۵) خواننده، ترانه‌نویس و بازیگر آمریکایی است. او عضو سابق گروه بلک آید پیز است. از ترانه‌های معروف وی «دختران بزرگ گریه نمی‌کنند» است. او پس از ازدواج با جاش دوهامل نام خود را به فرگی دوهامل تغییر داد. او در سال ۲۰۱۷ از دوهامل جدا شد. از فیلم‌ها یا برنامه‌های تلویزیونی که وی در آن نقش داشته است می‌توان به هیولا در گنجه اشاره کرد. فرگی بیش از ۳۵ میلیون آلبوم و ۶۰ میلیون تک آهنگ در سراسر جهان فروخته است. بیلبورد او را در میان هنرمندان برتر دهه ۲۰۰۰ قرار داد و در سال ۲۰۱۰ او را به عنوان زن سال انتخاب کرد.